# Stazione di Hanti
La stazione di Hanti (한티역, Hanti-yeok ) è una stazione ferroviaria situata nel quartiere di Gangnam-gu della città di Seul, in Corea del Sud, servita dalla linea Bundang, ferrovia suburbana della Korail.

## Linee
Korail
■ Linea Bundang (Codice: K216)

## Struttura
La stazione di Hanti è realizzata in sotterraneo, ed è costituita da due marciapiedi laterali con due binari passanti, protetti da porte di banchina di sicurezza.
| 1 | ■ Linea Bundang | per Suseo, Jeongja, Jukjeon, Giheung e Suwon |
| 2 | ■ Linea Bundang | per Seolleung, Gangnam-gucheong e Wangsimni  |

## Stazioni adiacenti
| «             | Servizio        | »             |
| Linea Bundang | Linea Bundang   | Linea Bundang |
| ------------- | --------------- | ------------- |
| Seolleung     | Locale Espresso | Dogok         |